# The Gift of Game
Albums de Crazy Town
Darkhorse
(2002)
The Gift of Game est le premier album du groupe américain de nu metal Crazy Town, publié le 9 novembre 1999, par Columbia Records.
Album produit par Jay Gordon et coproduit par Epic. Contrairement aux idées reçues, cet album n'est en rien commercial. La chanson Butterfly, à laquelle le groupe doit son succès, ne reflète pas le style de l'album. Le reste de l'album est composé de chansons au langage cru et violent (voir Lollipop Porn, Darkside, Think Fast ou encore Only When I'm Drunk), faisant très souvent référence à la drogue.
Musicalement, cet album de rap rock contient beaucoup de samples, et nécessite plus d'une écoute avant d'accrocher aux mélodies.
De nombreux artistes ont collaboré avec le groupe sur cet album : KRS-One (sur B-Boy 2000), Mad Lion (sur Hollywood Babylon), Orgy (sur Darkside), Jenny Siprelle (sur Players (Only Love You When They're Playing)).

## Liste des chansons
| No  | Titre                                        | Durée |
| --- | -------------------------------------------- | ----- |
| 1.  | Intro                                        | 0:25  |
| 2.  | Toxic                                        | 2:48  |
| 3.  | Think Fast                                   | 3:52  |
| 4.  | Darkside                                     | 3:52  |
| 5.  | Black Cloud                                  | 5:02  |
| 6.  | Butterfly                                    | 3:36  |
| 7.  | Only When I'm Drunk                          | 2:47  |
| 8.  | Hollywood Babylon                            | 4:23  |
| 9.  | Face the Music                               | 3:24  |
| 10. | Lollipop Porn                                | 3:54  |
| 11. | Revolving Door                               | 3:40  |
| 12. | Players (Only Love You When They're Playing) | 4:13  |
| 13. | B-Boy 2000                                   | 4:27  |
| 14. | Outro (www.crazytown.com)                    | 1:19  |
| 32. | The Gift of Game                             | 0:55  |